# آبنر لاکاک
آبنر لاکاک (انگلیسی: Abner Lacock؛ ۹ ژوئیهٔ ۱۷۷۰ – ۱۲ آوریل ۱۸۳۷) یک سیاست‌مدار، نقشه‌بردار و مهندس عمران اهل ایالات متحده آمریکا بود. لاکاک عضو مجلس نمایندگان ایالات متحده آمریکا از حوزهٔ انتخابیهٔ ایالت پنسیلوانیا و همچنین سناتور در مجلس سنای ایالات متحده آمریکا از ایالت پنسیلوانیا بود